# JS Saoura
Die Jeunesse Sportive de la Saoura, meist JS Saoura genannt oder auch nur JSS abgekürzt, ist ein algerischer Fußballverein aus Bechar, der Hauptstadt der gleichnamigen Provinz Bechar. Der Verein spielt derzeit in der algerischen Ligue Professionnelle 1 und ist der am südlichsten gelegene Profi-Verein des Landes.

## Vereinsgeschichte

### Vorläufervereine (1964 bis 2008)
Der ursprüngliche Verein JS Saoura wurde bereits 1964 gegründet und spielte bis zu seiner Auflösung Anfang der 1970er-Jahre in den regionalen Ligen Algeriens. In dieser Zeit brachte der Verein auch den Stürmer Mohamed Belbahri hervor, welcher 1969 von MC Oran verpflichtet wurde und sich zu einem der besten Stürmer seiner Generation avancierte.
Der Nachfolgeverein IRM Béchar spielte zwischen 1993 und 1998 zweitklassig und benannte sich Anfang der 2000er-Jahre in WR Béchar um. WR Béchar wiederum löste sich zur Gründung des neuen Vereins  JS Saoura auf.

### Gründung und sportlicher Aufstieg (2008 bis 2012)
Der Verein wurde in Anlehnung an den Fluss Oued Saoura bzw. die geographische Region Saoura im Frühjahr 2008 unter dem Namen des alten Vorläufervereins "Jeunesse Sportive de la Saoura", kurz "JS Saoura" gegründet. In seiner ersten Saison (2008/09) konnte der Verein prompt die lokale Ligue Régional I gewinnen, wodurch die Mannschaft zur Saison 2009/2010 zur Teilnahme an der viertklassigen Inter-Régions Division Ouest berechtigt war.
Auch in dieser Liga gelang 2010 unter der Leitung von Trainer Mohamed Belhafiane der sofortige Aufstieg in die dritte Liga Division National Amateur.
Nach großen Investitionen von Vereinspräsident Mohamed Zerouati gelang es dem Team zur Saison 2010/11 auch in dieser Liga schnell die Führungsposition zu übernehmen, so dass man zum Ende der Saison mit insgesamt nur drei Niederlagen in 24 Spielen einen weiteren Aufstieg perfekt machen konnte. Durch die Qualifikation für die Ligue Professionelle 2 2011/12 avancierte sich die JS Saoura zum ersten Verein aus den südlichen Provinzen des Landes, dem der Sprung in die Professionalität gelang. Durch die Professionalisierung war der Verein daraufhin verpflichtet, mit dem Ausbau des bis dahin nur 8.000 Zuschauer fassenden Stade 20 Août 1955 in Béchar zu beginnen.
Zu der Spielzeit 2011/12 wurde mit Abdellah Mecheri ein neuer Trainer verpflichtet, der den seit Gründung im Amt befindlichen Mohamed Belhafiane ablösen sollte. Nachdem dieser allerdings bereits nach zwei Monaten wieder entlassen wurde, betraute man Belhafiane erneut mit Traineramt. Unter ihm konnte JS Saoura folglich erneut an den sportlichen Erfolg anknüpfen. Die Mannschaft erreichte den zweiten Tabellenplatz, hinter CA Bordj Bou Arréridj, gleichbedeutend mit dem Aufstieg in die höchste algerische Spielklasse, der Ligue Professionnelle 1.
Mit vier Aufstiegen in Folge, seit der Vereinsgründung, stellte man einen landesweiten Rekord auf.

### Erstklassigkeit (seit 2012)
Im Sommer 2012 verpflichtete der Verein mit dem Ivorer Josué Alex Aguie und dem Malier Sekou Bagayoko erstmals zwei ausländische Spieler. Zudem entschloss sich die Vereinsführung mit Chérif Hadjar einen erfahrenen Trainer zu engagieren, jedoch behielt man den bisherigen Trainer Belhafiane als Assistenten im Trainerstab. Die Debüt-Saison 2012/13 in der ersten Liga konnte man schließlich mit dem neunten Platz abschließen.
Zur neuen Saison gab die JSS die Verpflichtung des Trainers Abdelkader Amrani bekannt, welcher sein Amt allerdings bereits nach dem ersten Ligaspiel im August 2013 wieder niederlegte. Auf ihn folgte der promovierte Sportwissenschaftler Dr. Ali Mechiche, der jedoch schon im Dezember 2013 vom Franzosen Alain Michel, dem ersten ausländischen Trainer des Vereins, abgelöst wurde. Mit ihm beendete man die Saison erneut auf dem neuen Platz.
Nachdem man im Juli 2014 den Leistungsträger und Kapitän Kadour Beldjilali an Étoile Sportive du Sahel nach Tunesien verkaufte und einige weitere Schlüsselspieler den Verein verlassen hatten, fiel es der Mannschaft zunehmend schwerer an die gewohnten Leistungen anzuknüpfen. Nach vier weiteren Trainerwechseln, konnte die Mannschaft in der Spielzeit 2014/15 letztendlich den 13. und damit letzten Nicht-Abstiegsplatz erreichen. Der im Juli 2015 verpflichtete Bernard Simondi wurde bereits am 3. Oktober wieder aus seinem Amt als Cheftrainer enthoben. Auf ihn folgte Co-Trainer Karim Khouda interimsmäßig. Als dieser im April 2016 ebenfalls sein Amt niederlegte, wurde Abdelkader Gourari, ebenfalls zuvor Co-Trainer, zum neuen Trainer ernannt. Mit ihm blieb die Mannschaft in der Saison 2015/16 zu Hause ungeschlagen und konnte sich den zweiten Tabellenplatz sichern und damit erstmals für die CAF Champions League qualifizieren.
Der Spielort von JS Saoura ist das Stade 20 Août 1955 in Bechar, welches 1953 eröffnet wurde und ursprünglich 8.000 Zuschauern Platz bot. Nach mehreren Umbaumaßnahmen zwischen 2011 und 2013, mit Kosten von mehr als einer Million Euro, fasst das Stadion nun circa 21.000 Plätze.

## Erfolge
- Meister der Ligue Régionale I 2008/09 (Aufstieg in die 4. Liga)
- Meister der Inter-Régions Division Ouest 2009/10 (Aufstieg in die 3. Liga)
- Meister der Division Nationale Amateur 2010/11 (Aufstieg in die 2. Liga)
- Vize-Meister der Ligue Professionnelle 2 2011/12 (Aufstieg in die 1. Liga)
- Vize-Meister der Ligue Professionnelle 1 2015/16 und 2017/18 (Qualifikation zur CAF Champions League)

## Trainerhistorie
- Mohamed Belhafiane 1. August 2008 bis 30. Juni 2011
- Abdellah Mecheri 1. Juli 2011 bis 28. August 2011
- Mohamed Belhafiane 1. September 2011 bis 30. Juni 2012
- Chérif Hadjar 1. Juli 2012 bis 30. Juni 2013
- Abdelkader Amrani 1. Juli 2013 bis 27. August 2013
- Ali Mechiche 29. August 2013 bis 8. Dezember 201
- Mohamed Belhafiane 9. Dezember 2013 bis 19. Dezember 2013 (interim)
- Alain Michel 20. Dezember 2013 bis 3. September 2014
- El Hadi Khezzar 4. September 2014 bis 15. November 2014
- Denis Goavec 17. November 2014 bis 3. Februar 2015
- Mohamed Belhafiane 4. Februar 2015 bis 25. Februar 2015 (interim)
- Mohamed Henkouche 26. Februar 2015 bis 30. Juni 2015
- Bernard Simondi 1. Juli 2015 bis 3. Oktober 2015
- Karim Khouda 4. Oktober 2015 bis 4. April 2016
- Abdelkader Gourari seit 5. April 2016